# One Piece Odyssey
One Piece Odyssey est un jeu vidéo de rôle développé par ILCA et édité par Bandai Namco Entertainment, sorti le 13 janvier 2023 sur PlayStation 4, PlayStation 5, Windows et Xbox Series et le 26 juillet 2024 sur Nintendo Switch.

## Système de jeu
One Piece Odyssey est un jeu de rôle au tour par tour. Les combats reposent sur un système de profil des personnages, chaque profil ayant une force et une faiblesse. La vitesse bat la technique ; la technique bat la force ; la force bat la vitesse. Les joueurs peuvent utiliser jusqu'à 4 personnages, avec la possibilité de les remplacer à volonté et, parfois, un personnage de soutien est contrôlé par l'ordinateur.
Les phases d'exploration se font dans un monde semi-ouvert. Les joueurs peuvent y incarner les différents membres de l'équipage, chacun ayant des capacités propres : Sanji peut trouver des ingrédients, Chopper passer par des passages étroits, Zoro découper des obstacles en acier, etc.

## Développement
Le titre du jeu One Piece Odyssey est apparu pour la première fois en juin 2021 lorsqu'il a été déposé auprès d'un organisme de propriété intellectuelle et le jeu a été officiellement annoncé le 28 mars 2022 dans le cadre des célébrations du 25e anniversaire de One Piece,. Il est développé par ILCA et édité par Bandai Namco Entertainment pour PlayStation 4, PlayStation 5, Windows et Xbox Series. La bande originale du jeu est composée par Motoi Sakuraba. Initialement prévu pour 2022, le jeu est sorti le 13 janvier 2023. Il est porté sur Nintendo Switch le 26 juillet 2024.